# Гласгоу Вилиџ (Мисури)
Гласгоу Вилиџ (енгл. Glasgow Village) насељено је место без административног статуса у америчкој савезној држави Мисури.

## Демографија
По попису из 2010. године број становника је 5.429, што је 195 (3,7%) становника више него 2000. године.
| Група             | 2000.         | 2010.         |
| Белци             | 2.948 (56,3%) | 829 (15,3%)   |
| Афроамериканци    | 2.149 (41,1%) | 4.442 (81,8%) |
| Азијати           | 19 (0,4%)     | 5 (0,1%)      |
| Хиспаноамериканци | 58 (1,1%)     | 51 (0,9%)     |
| Укупно            | 5.234         | 5.429         |